# يوسف الخطار
يوسف خطار محمد (1382 هـ / 1963 م) هو عالم مسلم، من أهل السوریا.

## ترجمته
هو يوسف خطار محمد يحمل الشهادة الثانوية الأدبي تخرج في معهد الفتح، ويتابع الآن في الجامع الأزهر، يميل لدراسة كتب الحديث والتفسير والتصوف، يعمل في مجال تأليف الكتب.

## آثاره
من مؤلفاته العربية:
- الموسوعة الصوفية في بيان أدلة الصوفية،
- قصص وآثار في الخطابة والإرشاد،
- التوكل في الإسلام،
- السيرة المرضية في ترجمة مؤسسي الطرق الصوفية،
- الواجب على كل مسلم ومسلمة،
- الصلاة وأسرارها،
- الزاد المفيد لأهوال يوم الوعيد،
- تنوير الفؤاد في ذكر رب العباد،
- حكم لقمان الحكيم[2]